# Ave Mariamonogram

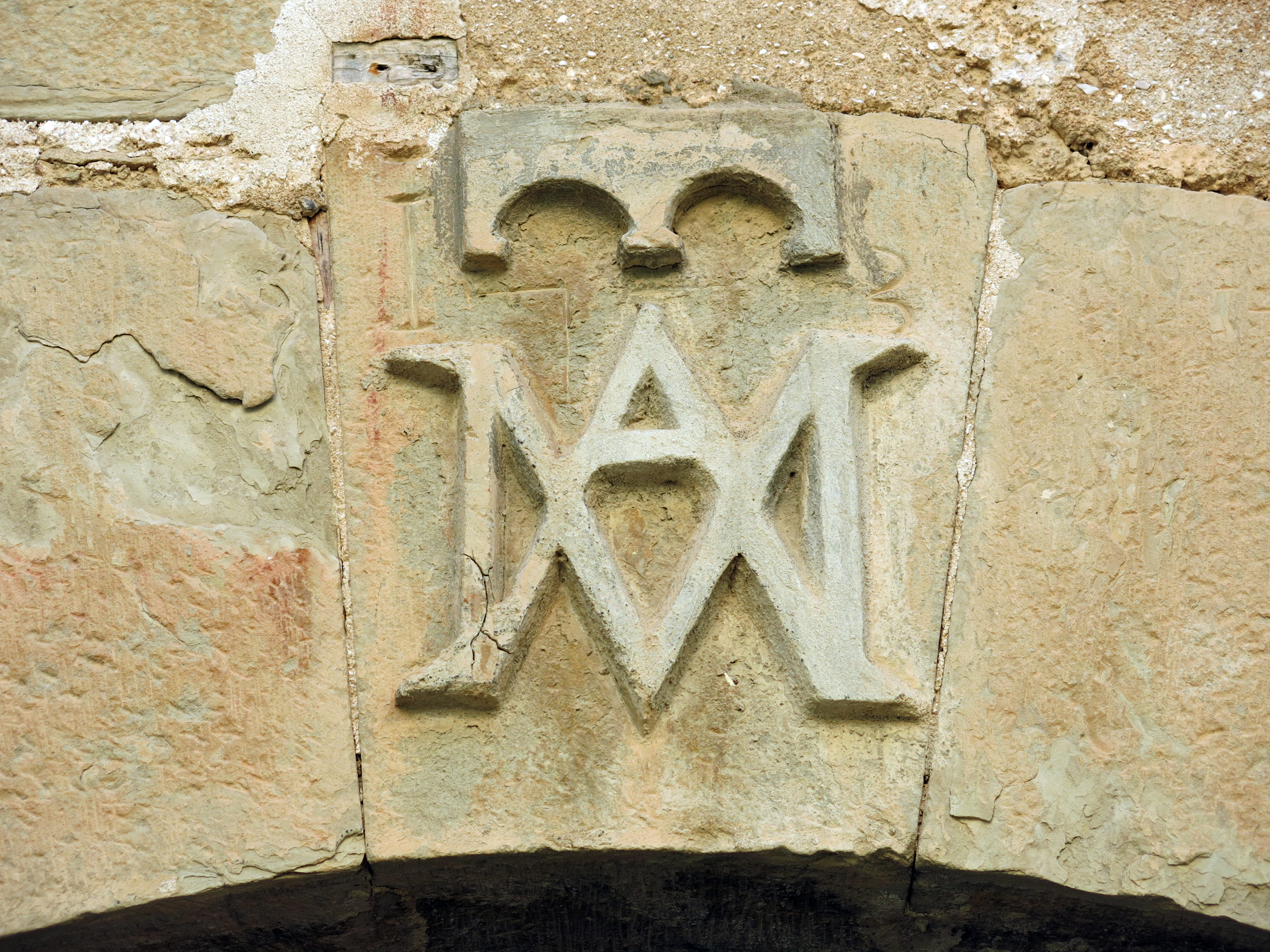
Ave Mariamonogram som pryder ett hus i den spanska kommunen Foradada.

Ave Mariamonogram eller Mariamonogram är ett monogram, sammansatt av bokstäverna A och M, för hälsningen Ave Maria (latin: 'Var hälsad Maria') som yttrades av ärkeängeln Gabriel vid bebådelsen. 
Monogrammet används för att representera Jungfru Maria i kristen konst och heraldik.

## I heraldik
År 1938 framlade riksheraldikern Harald Fleetwood teorin bokstaven A i de medeltida sigillen för städerna Västerås, Åbo och Skänninge skulle tolkas som Ave Mariamonogram. Domkyrkorna och kyrkorna i dessa städer var helgade åt Jungfru Maria. Därefter har sådana monogram använts i flera kommunvapen i Sverige och Finland.
Tolkningen kritiserades emellertid av Nils Ludvig Rasmusson som menade att den inte kunde styrkas med samtida jämförelsematerial och att bokstaven A lika gärna kunde stå för städernas latinska namn: Aros och Abo.

Västerås vapen, fastställt 1939: I fält av silver ett blått Mariamonogram, i stammen åtföljd av en röd ros.[1]
Skänninge vapen, fastställt 1942: I blått fält en stående naturfärgad madonna [...] på vardera sidan åtföljd av ett Mariamonogram av guld. [...].
S:t Marie vapen, fastställt 1956: Punaisessa kentässä [...], saatteena kummallakin puolellaan Marian monogrammi, kaikki kultaa.[2]
Åbo vapen, fastställt 1966: I blått fält ett gotiskt A av guld, åtföljt av fyra liljor av silver, ordnade 1 + 2 + 1.[3]